# Operación Jaque, la verdadera historia
Operación Jaque, la verdadera historia es una crónica, escrita en forma de novela, del autor colombiano Juan Carlos Torres, publicada originalmente por Editorial Planeta Colombiana, del Grupo Planeta, en el año 2008. 

## Reseña
Operación Jaque, la verdadera historia  narra, con base en los testimonios de los propios protagonistas, la operación de inteligencia militar a través de la cual el Ejército Nacional de Colombia rescató, el 2 de julio de 2008, a Ingrid Betancourt, tres contratistas estadounidenses y once militares y policías que habían estado secuestrados por años por la guerrilla de las FARC. El libro fue lanzado en Bogotá el 9 de diciembre de 2008, con la presencia de varios de los militares rescatados en la mencionada Operación Jaque; del ministro de Defensa, y luego presidente de Colombia, Juan Manuel Santos, quien lo prologó, y de los comandantes de las Fuerzas Militares y de Policía. Como un reconocimiento a la labor de los miembros de las Fuerzas Armadas, la mitad de las regalías generadas por la venta del libro se destinó a la Corporación Matamoros, dedicada a ayudar a los soldados, infantes de marina y policías heridos en combate, y a las viudas y huérfanos de los uniformados.

## Ediciones
La primera edición, realizada por Editorial Planeta Colombiana se ha vendido no sólo en Colombia sino también en Ecuador y Perú. El libro se ubicó en la lista de los diez más vendidos en Colombia por once semanas consecutivas, entre diciembre de 2008 y marzo de 2009. Las filiales del Grupo Planeta en Argentina, Chile, México y Venezuela han realizado sus propias ediciones, que salieron al mercado en el primer semestre de 2009, y se lanzó en julio del mismo año la edición española. La filial de Planeta en Brasil tradujo la obra al portugués, y lanzó su propia edición en noviembre de 2009 con el título Operação Xeque. En julio de 2011, al cumplirse el tercer aniversario de la operación, Ediciones Lavauzelle publicó en Francia la versión en francés del libro bajo el nombre Libération des otages en Colombie. Opération 'Jaque', la véritable histoire racontée par les protagonistes.

## Adaptación para televisión
En mayo de 2009 la cadena estadounidense de televisión Telemundo, propiedad de NBC Universal, adquirió los derechos para producir una serie de televisión basada en el libro.